# Varovalna bezgavka
Varovalna bezgavka (tudi prva bezgavka, stražarska bezgavka ali žargonsko sentinel bezgavka) je prva bezgavka, v katero priteka limfa iz področja primarnega tumorja. Za določeni tumor je lahko takih varovalnih bezgavk tudi več. Če so v varovalni bezgavki prisotne rakave celice, je to pokazatelj, da se je rak verjetno razširil tudi na druge bezgavke oziroma celo zaseval v oddaljene dele telesa. Ugotavljanje prisotnosti rakavih celic v varovalnih bezgavkah je pomembno tudi za odločanje o kirurški odstranitvi nadaljnih področnih bezgavk, s čimer se lahko poveča verjetnost za zajezitev oziroma preprečitev nadaljnjega zasevanja primarnega rakastega tumorja.
Biopsija varovalne bezgavke je postopek odvzema varovalnih bezgavk, ki jih zdravnik izreže za namen preiskave na prisotnost rakavih celic. Pred biopsijo zdravnik v bližino tumorja vbrizga radioizotop in/ali modrilo. Skupaj z limfo radioizotop oziroma modrilo potuje do varovalnih bezgavk, s čimer postanejo prepoznavne (pri radioizotopu se z napravo zazna radioaktivno sevanje, modrilo pa povzroči modro obarvanje in s tem vidno razpoznavnost). Biopsija varovalnih bezgavk ni postopek, ki bi bil potreben ali koristen nasplošno pri vseh rakavih tumorjih; najpogosteje se opravi pri raku dojke in melanomu.